# Cantherhines pardalis
Poisson-lime panthère
Espèce
Cantherhines pardalis, ou communément nommé Poisson-lime panthère, est une espèce de poisson marin démersale de la famille des Monacanthidae. 
Cantherhines pardalis est un poisson de petite taille pouvant atteindre 25 cm de long.
Le Poisson-lime panthère fréquente les eaux tropicales et subtropicale de l'Océan Indien, Mer Rouge incluse, jusqu'aux îles océaniques du centre de l'Océan Pacifique ainsi que de la partie orientale de l'Océan Atlantique au niveau du Golfe de Guinée. 
Il affectionne les récifs externes, il se rencontre entre 2 et 20 m de profondeur
Il a une activité diurne.